# Lasiosina venusta
Lasiosina venusta är en tvåvingeart som beskrevs av Dely-draskovits 1979. Lasiosina venusta ingår i släktet Lasiosina och familjen fritflugor. Inga underarter finns listade i Catalogue of Life.